# Batterie Horumersiel

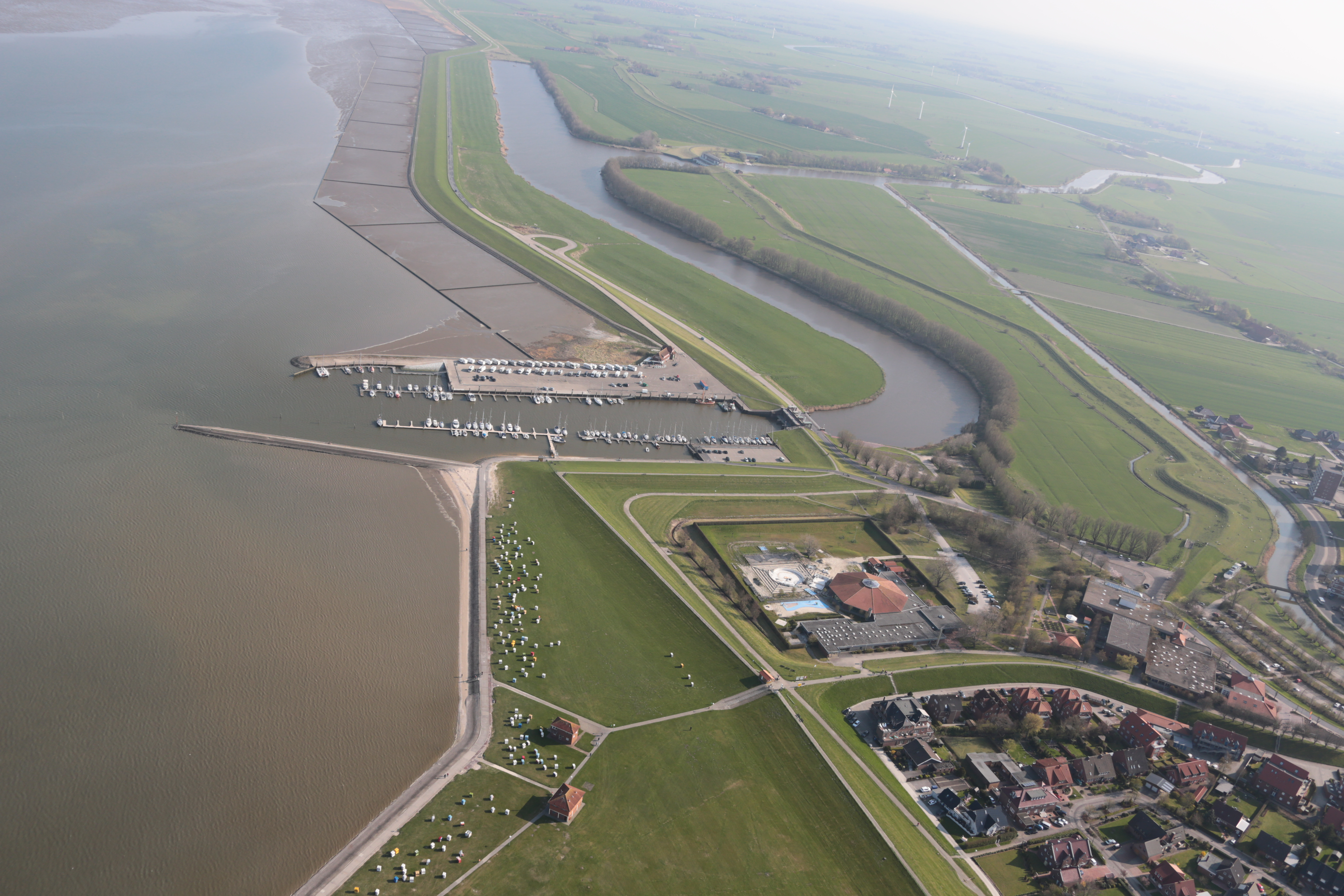
Die Lage der Batterie Horumersiel war am Seedeich im unteren Bildende.

Die Batterie Horumersiel war eine verbunkerte Stellung während des Ersten- und Zweiten Weltkriegs zur Bekämpfung von See- und Flugzielen im Norden Wilhelmshavens.

## Lage
Die Anlage befand sich auf und in dem Seedeich hinter der heutigen Straße „Am Huf“ in Horumersiel.

## Geschichte

### Erster Weltkrieg – Seezielbatterie

#### Anlass
Zum Schutz der in Wilhelmshaven stationierten kaiserlicher Kriegsflotte wurden vor dem Ersten Weltkrieg rund um den Marinestandort zahlreiche Forts und Küstenbatterien angelegt. Die Anlage diente der Abwehr von Schiffen im Mündungsbereich der Jade. Die Sielbatterie war eine von vier Batteriestellungen zum Schutz der Stadt Wilhelmshaven, drei weitere Forts befanden sich in Schillig. Sie trugen die Namen Wiesenbatterie, Deichbatterie und Wattbatterie.

#### Bau
Die Küstenbatterie in Horumersiel wurde zu Beginn des Ersten Weltkrieges errichtet. Vier Geschütze waren auf Betonfundamenten in einer Reihe mit einem Abstand von 20 Metern aufgestellt worden. Die Geschütze befanden sich auf der Rückseite des Deiches und verfügten über eine sie umgebende stählerne Plattform. Zwischen den Geschützen lagen die in den Deich eingelassenen Unterkunftsbunker für die Bedienmannschaften. Mittig zwischen den Geschützstellungen befand sich eine Plattform für den Leitstand mit Entfernungsmessgerät.

#### Ausbau
Während der Weimarer Zeit wurden Geschütze mit dem Kaliber 8,8 cm C/13 und 10,5 cm C/16 aus dem Ersten Weltkrieg genutzt. Die Kriegsmarine besetzte die Befestigungsanlage ab 1933 zeitweise für Lehrgänge und Manöver mit 8,8-cm-Geschützen vom Typ C/30. Die Batterie war nicht für den Ernstfall gewappnet, denn ihre Geschützstände waren in schlechten Zustand und die Ziel- und Richtmittel veraltet.

### Zweiter Weltkrieg – Schwere Flakbatterie

#### Organisatorische Eingliederung

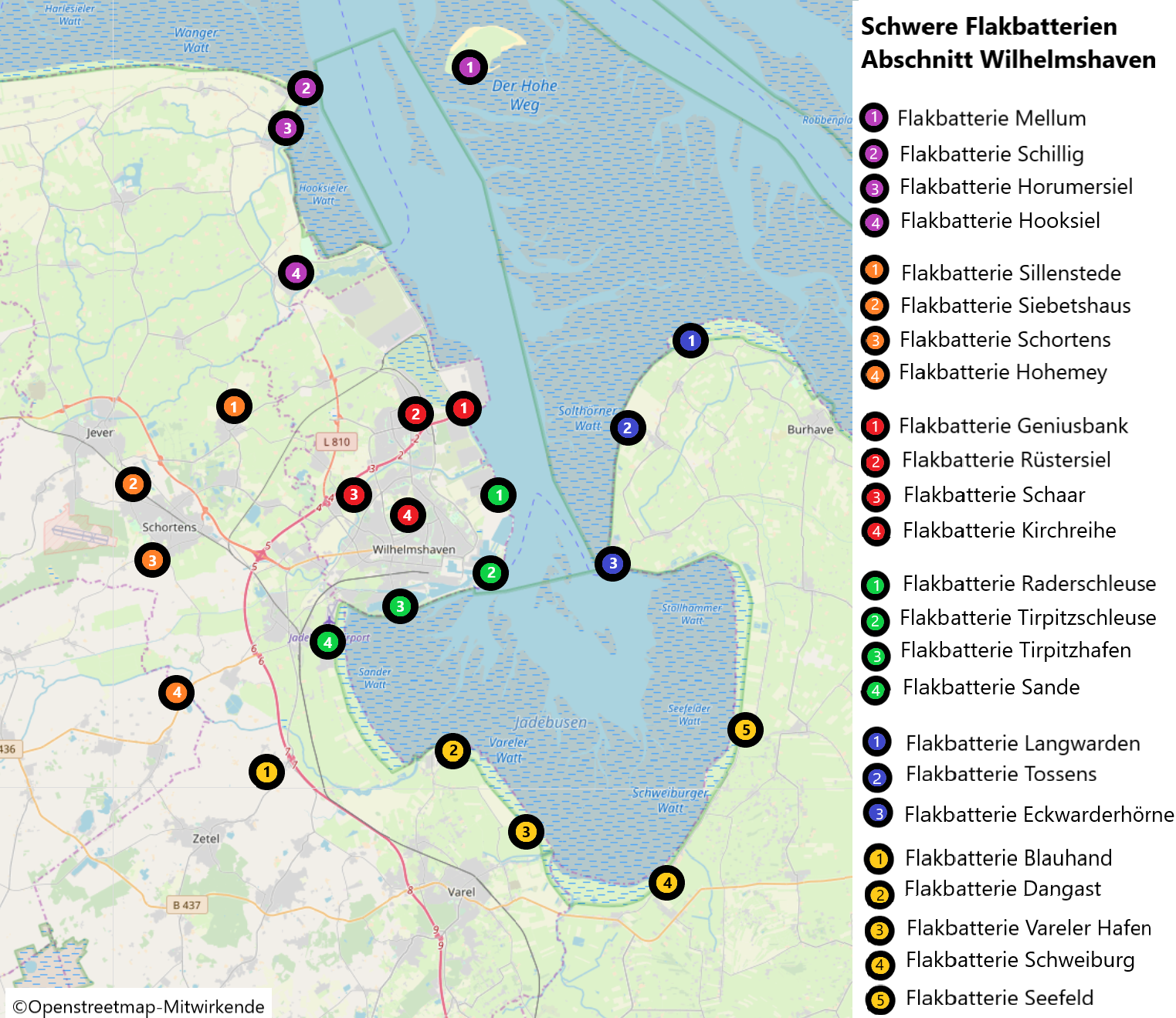
Position der Flakbatterien im Abschnitt Wilhelmshaven

Für die Küstenverteidigung war der Küstenbefehlshaber Deutsche Bucht verantwortlich. Die Batterie gehörte als Teil der II. Marineflakbrigade zum Abschnitt Wilhelmshaven. Die Flakbatterie gehörte zur Marineflakabteilung 282, deren Flakuntergruppenkommando Nord in Hooksiel lag.

#### Umbau
Im Sommer 1939 begann der Umbau zu einer schweren Flakbatterie. Etwa 15 Meter hinter dem Deich wurden zwei Geschützhochbunker, der Leitstand 1 und ein Maschinenbunker errichtet. Der Leitstand 2 wurde nördlich an der Batterie im Deich errichtet. Die beiden mittleren Geschützstände wurden abgebrochen und durch Neubauten ersetzt. Auf den Geschützhochbunkern wurden vier 8,8-cm-Flakgeschütze montiert. Die alten Geschützstände am Außenbereich der Batterie erhielten zur Eigensicherung eine Bewaffnung mit 2-cm-Flakgeschützen. Beide Leitstände verfügten über ein Entfernungsmessgerät und ein Flakkommandogerät 36. Der alte Munitionsbunker im Seedeich wurde weiterhin genutzt.

#### Einsatz
Zu Beginn des Krieges war die Batterie gefechtsbereit, jedoch waren die Bauarbeiten noch nicht abgeschlossen. Der erste Einsatz der Batterie war am 4. September 1939. Ein Flugzeug wurde schwer beschädigt und musste bei der Stumpenser Mühle notlanden. Es handelte sich jedoch um eine verbündete Maschine vom Typ Messerschmitt Bf 109. Die Batterie wurde am 19. September 1942 mit einem Radar vom Typ Würzburg ausgestattet. Zwei Monate darauf erfolgte die Umrüstung von 8,8-cm-Geschützen auf 10,5-cm-Geschütze mit Deckenschild. Bis Kriegsende wurden lediglich die leichten Waffen sowie das Radargerät (zu einem FuMG 201 Tyo 41 G) ausgetauscht.

#### Nachkriegszeit
Nach der Kapitulation mussten auf Befehl der Besatzungsmacht Soldaten der Batterie Mellum und die Truppen der umliegenden Scheinwerferstände in der für diesen Zweck viel zu kleinen Batterie Horumersiel untergebracht werden. Die Batterie wurde im Spätsommer 1945 von kanadischen Pionieren gesprengt. Heute sind nur noch Fundamentreste von den Geschützbunkern und dem Leitstand 1 zu erkennen. Ein Wirtschaftsgebäude wurde nicht gesprengt und dient heute als Wohnhaus.